# Datenbasis
Eine Datenbasis (englisch dataset) ist eine Menge von Daten, die in einem bestimmten Zusammenhang oder für einen bestimmten Zweck erhoben oder verwaltet werden. Die Daten können in unterschiedlichen Formen gespeichert sein, beispielsweise in Datenbanken oder Dateien, meist als Inhalte elektronischer Datenträger.
Je nach der verwendeten Datenverwaltungssoftware, zum Beispiel bei relationalen Datenbanken, werden unter „Datenbasis“ (begrifflich abgrenzend zum Verwaltungssystem DBMS) die Daten verstanden, die dort zu Datensätzen gleicher Art (Tabellen) zusammengefasst sind, je Datensatz aus mehreren Datenfeldern bestehend.
Der Ausdruck „Datenbasis“ bezeichnet meist eine nicht exakt spezifizierte Datenmenge (wie „die Unternehmens-Datenbasis“). Im Sprachgebrauch wird er häufig auch als Synonym für Datenbestand, Datenbank oder Datei verwendet; jedoch beziehen sich diese Ausdrücke meist auf konkret bestimmte Daten (wie „Kundendatenbank“, „Auftragsdatei“).

## Beispiele
Die nachfolgenden Beispiele zeigen, was mit 'Datenbasis' oder 'Datenbestand' als nicht konkret bestimmter Mengenbegriff gemeint ist:
- Die Datenbasis (= die Daten) einer statistischen Datenbank oder aus einer Online-Umfrage, die Gewinnung einer Datenbasis zum Gebäudebestand i. Z. mit Energiesparbemühungen[1]
- „... dass für Zwecke des Rechnungswesens eine andere Datenbasis verwendet wird [ als die vom Controlling zur Verfügung gestellte ] ...“[2]
- „... Schritte zur optimalen Datenbasis“[3]
- „... und damit die Komplexität der betrieblichen Datenbasis drastisch zu reduzieren“[4]
- „... eine gemeinsame Datenbasis für alle Vertriebsmitarbeiter (im Außen- und in Innendienst) herstellen“
- „Mit Hilfe einer Datenbank können sehr große Datenbestände bearbeitet und verwaltet werden.“[5]

Dagegen können auch konkret bestimmte Daten „Datenbestand“ genannt werden, wenn ihre jeweilige individuelle Bezeichnung in einem gegebenen Kontext nicht genannt werden soll oder muss, zum Beispiel
- die Auftragsdatei,
- die Kundendatei,
- die Bestelldatenbank,

also konkret definierte Sammlungen von Daten.